# Redbone (musikgrupp)
Redbone är en rockgrupp bildad 1968 i Los Angeles, Kalifornien. Gruppen startades av Pat Vegas och Lolly Vegas (båda sång och gitarr, ibland bas), vilka var bröder och härstammade från den amerikanska urbefolkningen. Andra medlemmar har varierat, men Tony Bellamy (gitarr) och Peter de Poe (trummor) var originalmedlemmarna på sina instrument då gruppen startades. De fick sin första singelframgång med "Maggie" (1970). Nästa hit blev "The Witch Queen of New Orleans" (1971, deras största hit i Sverige). Största (och sista) singelframgången i hemlandet fick de med "Come and Get Your Love" (1974). Gruppen var som mest aktiv under 1970-talet men är fortfarande igång, dock bara med Pat Vegas kvar av originalmedlemmarna.

## Medlemmar
Nuvarande medlemmar
- Pat Vegas – basgitarr, sång (1969–1977, 1997– )

Tidigare medlemmar
- Lolly Vegas – gitarr, sång (1969–1977, 1997; död 2010)
- Tony Bellamy – gitarr, sång (1969–1977, 1997–1998, 2008; död 2009)
- Peter DePoe – trummor, slagverk (1969–1972)
- Arturo Perez – trummor, slagverk (1972–1973; död 2011)
- Butch Rillera – trummor, slagverk (1973–1977)
- Fernando Verdialez – gitarr, sång (1997–?)
- Vini Mars – gitarr, sång (1997–?)
- Carlos Perez – gitarr, sång (1997–?)
- Lee Wilson – trummor, sång (1997–?)
- Robert Howard – saxofon (1969–1970)
- George Spanos – trummor, slagverk (1973)
- Jack White – trummor, slagverk (1977)
- Aloisio Aguiar – keyboard (1977)
- Eddie Summers – trummor, slagverk (1977)
- Joe Gonzales – trummor (1977, 1999)
- Garrett Saracho – keyboard (1977)
- Raven Hernandez – gitarr, sång (1977)
- Robert Lame Bull McDonald – gitarr, sång (2011)

## Diskografi
Studioalbum
- 1970 – Redbone
- 1970 – Potlash
- 1971 – Message From a Drum
- 1972 – Already Here
- 1973 – Wovoka
- 1974 – Beaded Drums Through Turquise Eyes
- 1977 – Cycles
- 2005 – One World (återutgivet 2009 under namnet Peace Pipe)

Livealbum
- 1994 – Redbone Live

Singlar
- 1970 – "Crazy Cajun Cakewalk Band" / "Night Come Down"
- 1970 – "Maggie / New Blue Sermonette" (US #45)
- 1971 – "The Witch Queen of New Orleans" / "Chant : 13th Hour" (US #21)
- 1972 – "Fais Do" / "Already Here"
- 1972 – "Niji Trance" / "Jericho"
- 1972 – "Poison Ivy" / "Condition Your Condition"
- 1972 – "When You Got Trouble" / "Jerico"
- 1973 – "Hail"
- 1973 – "Wovoka" / "Sweet Lady of Love"
- 1973 – "We Were All Wounded at Wounded Knee" / "Speakeasy"
- 1974 – "Come and Get Your Love" / "Day to Day Life" (US #5)
- 1974 – "One More Time" / "Clouds in My Sunshine"
- 1974 – "Suzi Girl" / "Interstate Highway 101"
- 1975 – "Interstate Highway 101" / "Only You And Rock And Roll"